# Sabal mauritiiformis
Palmier rond
Espèce
Sabal mauritiiformis, le Palmier rond, est une espèce de plantes à fleurs de la famille des Arecaceae. C'est un palmier américain qui se rencontre au Mexique (Oaxaca, Chiapas, Campeche, Quintana Roo, Tabasco, Veracruz), en Amérique centrale, en Colombie, au Venezuela et à Trinidad.

## Description

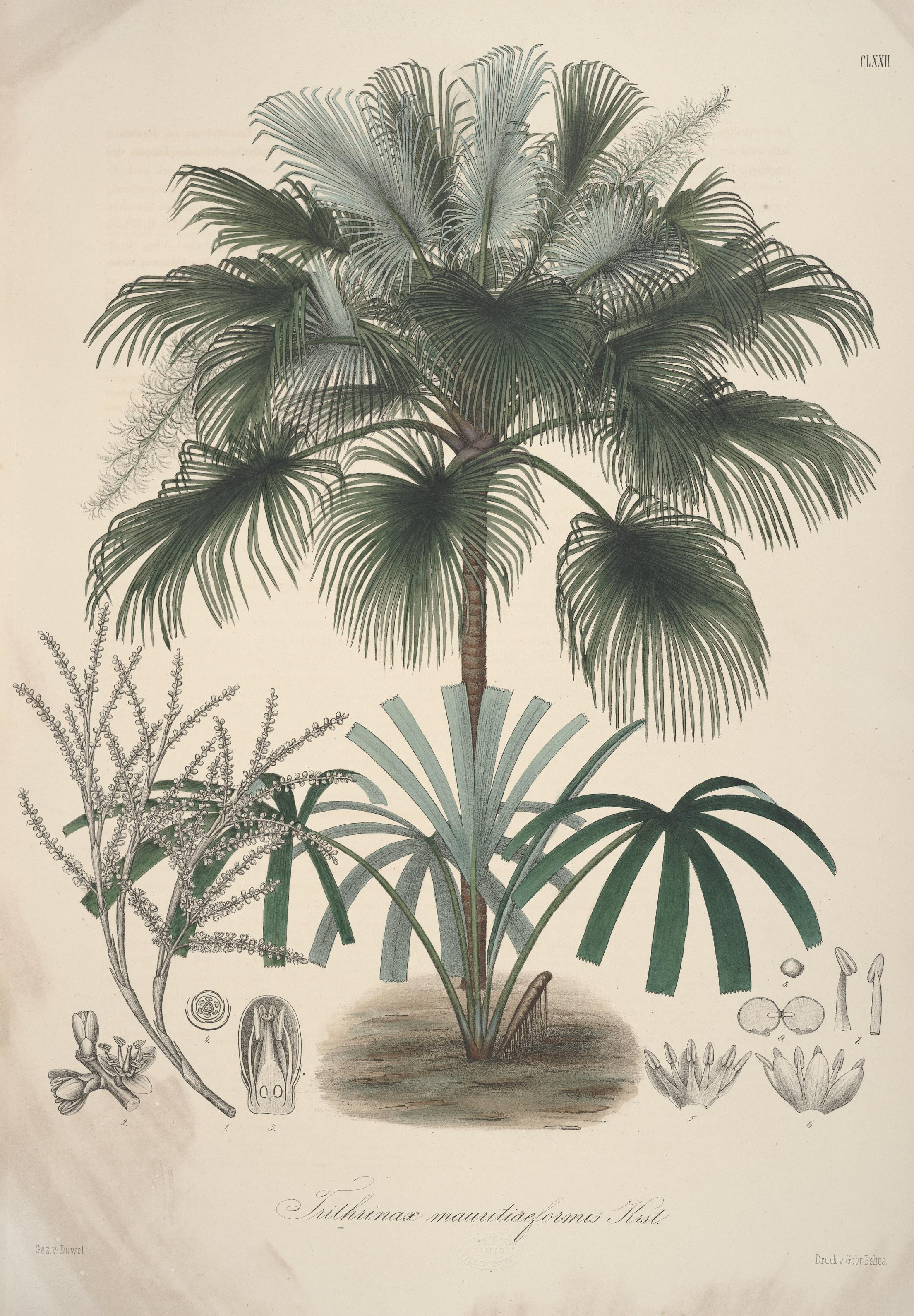
Pl. CLXXII Florae Columbiae.

C'est un palmier de sous-bois de climat chaud, dans presque tous les pays tropicaux, se trouve en Amérique Latine ou on utilise ses feuilles comme couverture ou plafond des maisons paysannes. Ces feuilles ont la grande vertu d'être insectifuges, elles ne laissent pas entrer les insectes aussi bien mouches que  moustiques du genre anophèle, propagateur de la malaria, ne laissant pas aussi nicher les scorpions et les guêpes, tellement communs dans ces zones. De plus c'est une couverture très isolante au niveau thermique, un plus nécessaire dans ces climats tellement chauds. 
C'est une des espèces qui possède la tige la plus fine du genre (et peut dépasser les vingt-cinq mètres de hauteur, et avec un diamètre jusqu'à 20 cm (un peu plus gros à la base). Le stipe est habituellement vert pendant quelque temps. Le pétiole de la feuille peut faire jusqu’à  trois mètres de long. C'est un palmier de croissance assez lente, pouvant tarder quelque douze ans avant de dévoiler son début de stipe ; mais il est déjà assez décoratif. Végétal des zones humides aussi bien que sèches, il peut même se développer dans des sols calcaire. Il produit des fruits noirs, de 8  à 11 mm de diamètre.

## Dénominations
Ce taxon porte en français le nom vernaculaire ou normalisé suivant : Palmier rond,.

## Taxonomie
Sabal mauritiiformis a été décrit par ( H.Karst. ) Griseb & H.Wendl. et publié dans  Flora of the British West Indian Islands 514 .1864 . (Flore des îles des Indes occidentales britanniques)
Sabal mauritiiformis a pour synonymes :
- Sabal allenii L.H.Bailey
- Sabal coerulescens Anon.
- Sabal glaucescens Lodd.
- Sabal glaucescens Lodd. ex Drabble
- Sabal glaucescens Lodd. ex H.E.Moore[6] , [7]
- Sabal glaucescens Lodd. ex H.Wendl.
- Sabal morrisiana Bartlett ex L.H.Bailey
- Sabal nematoclada Burret
- Trithrinax mauritiiformis H.Karst. - basionyme

### Étymologie
Sabal : nom générique probablement basé sur un nom vernaculaire indigène.
mauritiiformis : épithète latine composée signifiant « ayant la forme d'un Mauritia ».